# Süderholz
Süderholz est une commune d'Allemagne se trouvant dans l'arrondissement de Poméranie-Occidentale-Rügen, en Poméranie occidentale, faisant partie du land de Mecklembourg-Poméranie-Occidentale.

## Quartiers
| - Bartmannshagen - Willerswalde - Kaschow - Griebenow - Kreutzmannshagen - Willershusen - Klein Bisdorf | - Schmietkow - Kandelin - Zarnewanz - Lüssow - Groß Bisdorf - Neuendorf - Wüsteney | - Wüst Eldena - Behnkenhagen - Prützmannshagen - Klevenow - Barkow - Boltenhagen - Poggendorf | - Wüstenbilow - Gülzow-Dorf - Rakow - Bretwisch - Dönnie - Grischow - Grabow |

## Personnalités liées à la ville
- Gabi Kubach (1944-), réalisatrice née à Griebenow.

## Jumelages
- Rieseby (Allemagne)
- Thumby (Allemagne)